# Raquel Sales Montealegre
Raquel Sales Montealegre, nació el 21 de febrero de 1982, es una jugadora de ajedrez española.
Actualmente, trabaja en el IES Coster de la Torre (la Bisbal del Penedés).

## Resultados destacados en competición
Comenzó a destacar en los campeonatos por edades, ha  sido campeona de España en los campeonatos sub-14 del año 1996.
Participó representando a España en las Olimpíadas de ajedrez en una ocasión, en el año 1998 en Elistá.